# Cladistică
Cladistica este o metodă de clasificare a speciilor de organisme în clade, membrii cărora au un strămoș filogenetic comun de la care au evoluat. Cladistica se bazează în principal pe informația genetică - analiza și compararea structurii acizilor nucleici. Într-o astfel de clasificare toți taxonii trebuie să fie monofiletici. O cladă cuprinde toți descendenții unui strămoș comun, incluzându-l pe acesta.

## Vezi și
- Cladă
- Cladogeneză
- Cladogramă

## Legături externe
- Willi Hennig Society
- Cladistics (scholarly journal of the Willi Hennig Society)
- Collins, Allen G.; Guralnick, Rob; Smith, Dave (1994). „Journey into Phylogenetic Systematics”. University of California Museum of Paleontology. Accesat în 21 ianuarie 2010.
- Felsenstein, Joe. „Phylogeny Programs”. Seattle: University of Washington. Accesat în 21 ianuarie 2010.
- O'Neil, Dennis (1998). „Classification of Living Things”. San Marcos CA: Palomar College. Arhivat din original la 11 ianuarie 2010. Accesat în 21 ianuarie 2010.
- Robinson, Peter; O'Hara, Robert J. (1992). „Report on the Textual Criticism Challenge 1991”. rjohara.net. Accesat în 21 ianuarie 2010.
- Theobald, Douglas (1999). „Phylogenetics Primer”. The TalkOrigins Archive. Accesat în 21 ianuarie 2010.